# St. Ludwig (Edenkoben)
St. Ludwig ist eine römisch-katholische Pfarrkirche in Edenkoben. Es handelt sich architektonisch um eine neugotische Hallenkirche rheinischer Prägung. Die Bauzeit betrug rund drei Jahre (1888–1890).
Kirchenpatron ist Ludwig der Heilige.  

## Baugeschichte
Mit dem Anwachsen der Anzahl der in Edenkoben sesshaften Katholiken wurde die alte Nepomukkirche zu klein. Anfangs erwog man die Verlängerung der alten Kirche, beschloss dann aber einen Neubau. Dazu genehmigte das Staatsministerium 1885 die Abhaltung einer Kirchenlotterie, das damals übliche Mittel, die Gelder für einen Kirchenbau zusammenzubringen. Der bayerische König Ludwig I. stiftete als Anschubfinanzierung 4000 Gulden.
Für die Durchführung waren Pläne notwendig, die zunächst der Architekt Franz Schöberl bereitstellte. Er sah in Anlehnung von Detailformen an die rheinische Spätromantik eine mächtige, zweitürmige Westfassade mit Stufenportal unter einem Baldachin und einer Fensterrose im zweiten Geschoss vor. Daran sollte sich ein achtjochiges basilikales Langhaus mit Vierung und Querhaus anschließen. Da die Lotterie die bedeutende Summe von 200.000 Mark einbrachte, konnte ein aufwendiger Neubau erwogen werden. Die Pfarrgemeinde erwarb in der Nähe der alten Kirche den Bauplatz und beauftragte Ferdinand Bernatz von Speyer mit der endgültigen Planung. Als örtlicher Bauleiter fungierte Wilhelm Schulte sen. aus Hagen in Westfalen. Am 24. August 1890 wurde die Kirche von Bischof Joseph von Ehrler konsekriert.

## Baubeschreibung
Ferdinand Bernatz plante eine dreischiffige Hallenkirche zu fünf Jochen mit Querhaus, Vierung, fünfseitigem Chorabschluss und Rippengewölbe. Der im Westen platzierte Turm ist bis zum Helmansatz quadratisch hochgeführt. Vier kleine, mit Pyramidendach bekrönte Laternchen sitzen an den Turmecken und stützen den Turmhelm. Ein Dachreiter ist über der Vierung angebracht. Das Maßwerk der Fenster mit Kleeblatt über zwei ebenfalls zu Dreipässen eingezogenen Teilbögen orientiert sich an gotischen Bauformen. 
Bernatz vertritt mit seinem Plan für Edenkoben eindeutig die rheinische Richtung der Gotikrezeption im 19. Jahrhundert innerhalb des Kirchenbaus. Auch der Bauleiter Wilhelm Schulte I. brachte von seiner Ausbildung bei August Rincklake an der Technischen Hochschule Braunschweig und bei Hilger Hertel, dem Diözesanbaumeister von Münster, indirekt Ideen der von Vinzenz Statz gewollten engen Anlehnung der Gesamtarchitektur wie der Details an historische Vorbilder, hier der gotischen Hallenkirchen, in die Planung der Edenkobener Kirche mit ein.

## Ausstattung

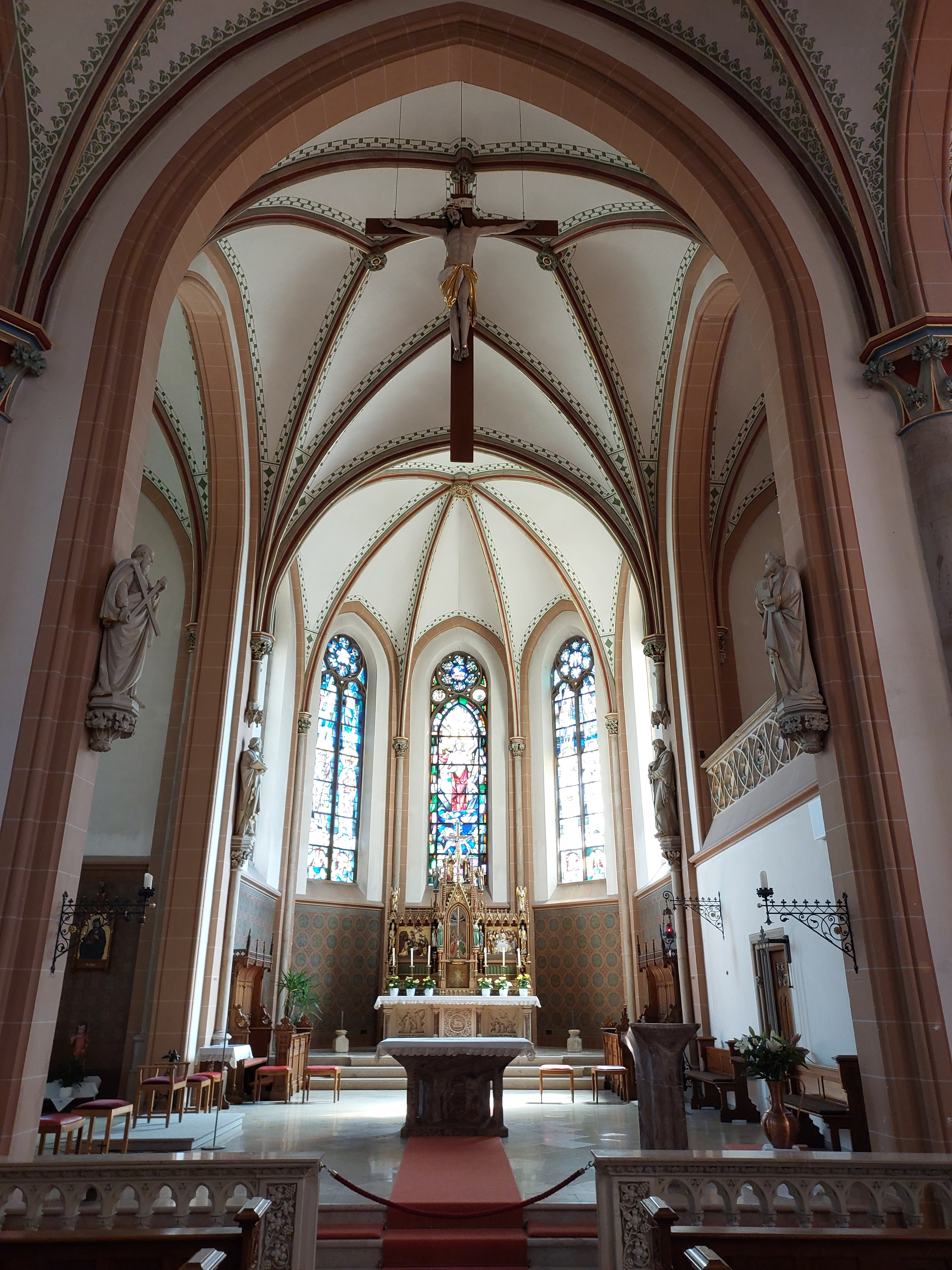
Chorraum mit Triumphkreuz des Bildhauers August Schmiemann

Die Ludwigskirche hat ihre ursprüngliche neugotische Ausstattung weitgehend behalten. Die meisten Skizzen für den Aufbau und die Gestaltung der Altäre fertigte Wilhelm Schultesen an. Der Hochaltar wurde in der Form eines hölzernen Retabels über steinernem Stipes geschaffen, das eine Kreuzigungsgruppe bekrönt. Engel flankieren den Tabernakel. Die Reliefs zeigen die Geburt Christi und das Abendmahl. Am Stipes sind in Stein die Opferung Isaaks, das apokalyptische Lamm und das Opfer des Melchisedech dargestellt. 
Der Marienaltar auf der Evangelienseite zeigt Geburt und Tod Mariens in Relieffeldern zu Seiten einer im Schrein stehenden Marienfigur. Ein Wandretabel mit Darstellung der Vierzehn Nothelfer im Nordquerraum der Kirche wurde links vom Marienaltar aufgehängt. Hierzu gehörte noch ein Vesperbild, das jetzt im Turmuntergeschoss im Westen der Kirche aufgestellt ist. 
Auf der Epistelseite im südlichen Seitenschiff steht der Josephsaltar. Als Steinrelief ist am Stipes der Tod Josephs dargestellt. Das Reliefbild, sowie die Statuen des Altars, St. Joseph, St. Georg und St. Klara, schuf der Bildhauer August Schmiemann, der auch das Vesperbild modelliert hat. Von seiner Hand wurde auch die Statuen der Zwölf Apostel an den Pfeilern der Kirche geschaffen. Aus seinem Atelier kam das Triumphkreuz im Scheitel des Chorbogens. Auch die 14 geschnitzten Kreuzwegstationen sind Werke Schmiemanns. 

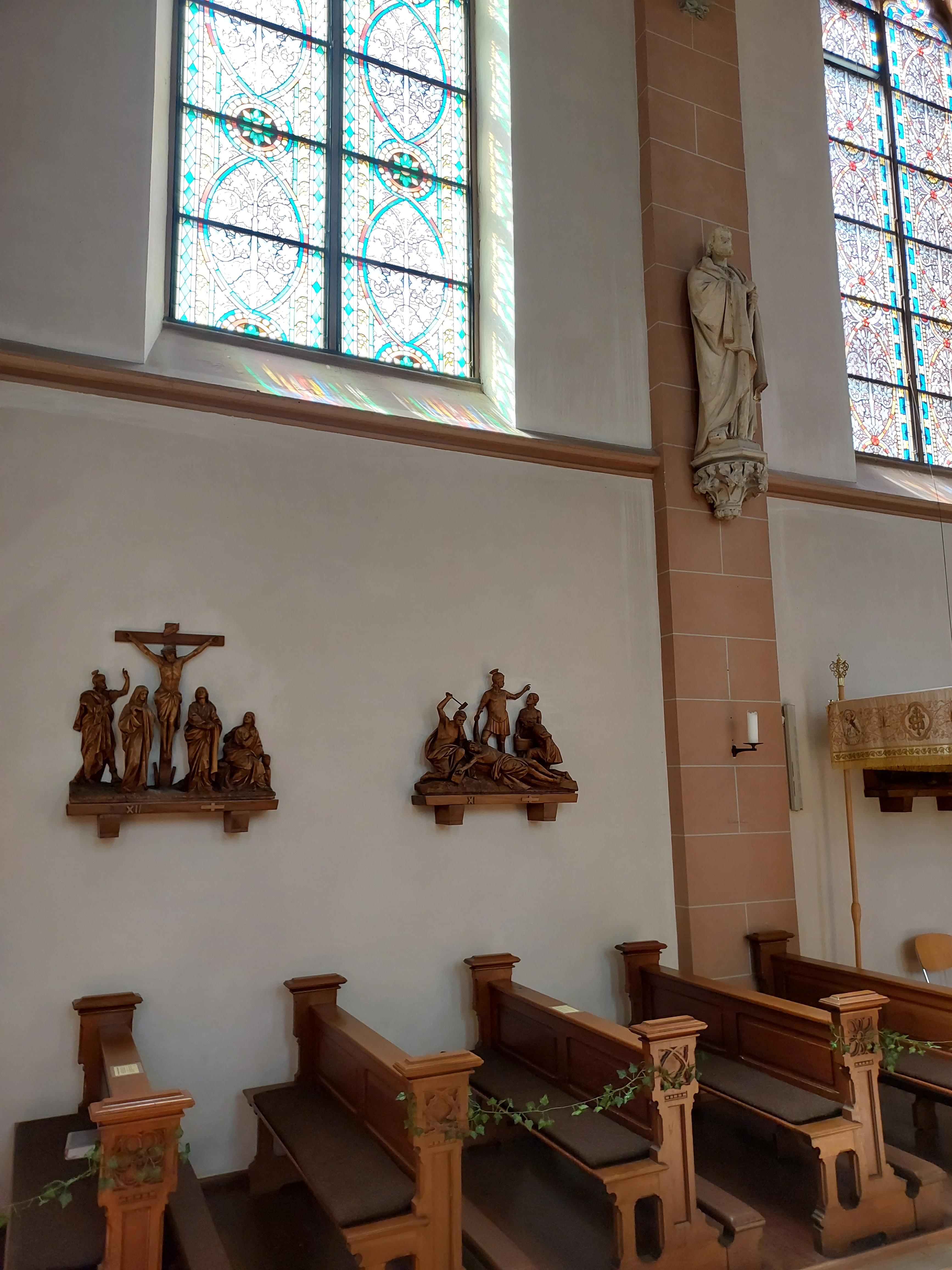
Kreuzwegstationen und Heiligenfigur

An der Kanzel, die Bildhauer Wilhelm Bolte fertigte, fehlt heute der Schalldeckel. Die Figuren der vier Kirchenväter Ambrosius, Augustinus, Hieronymus und Gregor stammen von Schmiemann.
Der Taufstein kommt aus der Bildhauerwerkstatt Stuchtei in Münster, die auch die Kommunionbank lieferte. Chorgestühl und Beichtstühle wurden bei dem Atelier Miele in Münster in Auftrag gegeben. Die zahlreichen Künstler aus Münster hat Wilhelm Schulte vermittelt.

### Orgel
Die ursprüngliche Orgel der Kirche wurde 1890 von der Firma Heinrich Voit & Söhne in Durlach geliefert, 1975 umgebaut und erweitert durch die Firma Hugo Mayer Orgelbau. 1990 baute die Firma Gerhard Kuhn eine neue Orgel mit 29 Registern, verteilt auf 3 Manualen und Pedal in das bestehende Gehäuse ein.

### Fenster
Die Fenster gingen bis auf wenige Reste bei der Explosion eines Munitionszuges am 5. Januar 1945 zugrunde. Nur das Rosenkranzfenster, das Fenster über der Orgel und die Rosette im Königschor gehen auf Entwürfe Wilhelm Schultes zurück. Die Herstellung erfolgte in den M. Schneiderschen Werkstätten in Regensburg. Nach dem Krieg wurden die Glasfenster nach den alten Entwürfen wiederhergestellt.